# Турійська районна рада
Турійська районна рада — районна рада Турійського району Волинської області, з адміністративним центром в смт Турійськ.
Турійській районній раді підпорядковані 2 селищні і 20 сільських рад, до складу яких входять 2 селища міського типу Турійськ, Луків та 77 сіл.
Населення становить 26,4 тис. осіб. З них 8,8 тис. (31,9%) — міське населення, 18,8 тис. (68,1%) — сільське.

## Керівний склад ради
Загальний склад ради: 44 депутати.
- Голова — Черен Ольга Миколаївна, (з жовтня 2010), обраний 31 жовтня 2010 р.